# Rudi Conrad (Slawist)
Rudi Conrad (* 22. Juli 1934 in Obersiegersdorf; † 14. Juni 2000 in Leipzig) war ein deutscher Slawist, Sprachwissenschaftler und Hochschullehrer.

## Leben und Wirken
Nach seiner Reifeprüfung 1953 in Wickersdorf bei Saalfeld studierte Rudi Conrad bis 1954 Slawistik an der Universität Halle-Wittenberg bzw. der Universität Jena. Von 1954 bis 1959 studierte er dann Russische Sprache und Literatur an der Staatlichen Shdanow-Universität Leningrad. Von 1960 bis 1963 war er wissenschaftlicher Assistent am Institut für Sprachwissenschaft der Universität Leipzig und bis 1974 an der Universität Leipzig, wo er 1966 promovierte. Nach seiner Habilitation 1976 lehrte er dort bis 1978 als Hochschuldozent und anschließend als ordentlicher Professor für Sprachwissenschaft. Seine Professur hatte er bis 1992 inne.

## Veröffentlichungen (Auswahl)
- (Mitbearb.): Helga Buttke u. a. / Russisch-deutsches und deutsch-russisches Wörterbuch. Verlag Enzyklopädie, Leipzig 1965.
- Zur transformellen Beschreibung russischer Substantivkonstruktionen mit abhängigem Infinitiv auf der Basis des applikativen Modells. In: Zeitschrift für Slawistik, Bd. 12 (1967), H. 2, S. 224–237.

- Transformationsanalyse russischer Infinitivkonstruktionen. Eine Beschreibung der Wortverbindungen mit abhängigem Infinitiv auf der Basis des Applikativen generativen Modells. Niemeyer, Halle/S. 1969.
- Zur syntaktischen und semantischen Funktion russischer Fragepronomina. In: Zeitschrift für Slawistik, Bd. 18 (1973), H. 4, S. 471–479.
- Ein Problem der Frage-Antwort-Beziehungen: strukturelle Antwortdetermination und Antworterwartung. In: Linguistische Arbeitsberichte, Jg. 1973, H. 13, S. 79–93.
- (Hrsg.): Kleines Wörterbuch sprachwissenschaftlicher Termini. Bibliographisches Institut, Leipzig 1975 (neuere Ausgabe: Dausien, Hanau 1984, ISBN 3-7684-6431-8).
- Fragesätze als indirekte Sprechakte. In: Rudolf Růžička/Wolfgang Motsch (Hrsg.): Untersuchungen zur Semantik (= Studia grammatica, Bd. 22). Akademie-Verlag, Berlin 1983, S. 343–367.
- Studien zur Syntax und Semantik von Frage und Antwort (= Studia grammatica, Bd. 19). Akademie-Verlag, Berlin 1978 (= Habilitationsschrift Universität Leipzig).
- (Hrsg.): Lexikon sprachwissenschaftlicher Termini. VEB Bibliographisches Institut, Leipzig 1985.
- Lexical meaning and ideological knowledge. In: Albrecht Neubert (Hrsg.): Topics on the semantic borderline. Akademie der Wiss. der DDR, Berlin 1987, S. 3–19.
- Wesen, Status und Funktionsweise von Ideologien aus sprachtheoretischer Sicht. In: Zeitschrift für Phonetik, Sprachwissenschaft und Kommunikationsforschung, Bd. 40 (1987), H. 4, S. 475–503.
- Fragegenerierung – eine 'Umkehrung' der Fragelogik? In: Linguistische Studien, Reihe A, H. 206 (1990), S. 153–171.